# Gora Zapadnadja
Gora Zapadnaja (englische Transkription von russisch Гора Западная Gora Sapadnaja, deutsch ‚Westlicher Berg‘) ist ein etwas isolierter Nunatak im ostantarktischen Mac-Robertson-Land. Er ragt nordöstlich der Hay Hills am nördlichen Ende des Mawson Escarpment auf.
Russische Wissenschaftler benannten ihn.